# 基馬拉斯大馬路空中走廊
基馬拉斯大馬路空中走廊，規劃時稱基馬拉斯大馬路空中綠廊，是一條位於澳門氹仔基馬拉斯大馬路上方的步行系統，以行人天橋和空中步廊方式興建。起點由氹仔孫逸仙大馬路開始，橫跨南京街、成都街、運動場圓形地等多條主要街道，連接至澳門輕軌氹仔線運動場站；於2012年開始規劃，2018年底起分階段動工，到2021年6月竣工，同月下旬正式啟用；工程建設期間及啟用後引發不少爭議，包括興建期間交通混亂、工程延誤、空氣污染和成效設計等引發不少質疑和相關爭議。

## 沿革

### 規劃及咨詢
2012年12月19日，土地工務運輸局和交通事務局於同年12月19日向工聯離島辦事處、街總離島辦事處及街總氹仔社區中心代表，介紹氹仔步行設施的優化工作和其他設施的建設進度。工務局指參考望德聖母灣自動步行系統的成功經驗，政府將延伸氹仔區步行系統建設，計劃沿氹仔基馬拉斯大馬路、孫逸仙博士大馬路氹仔北(TN)地段及澳門運動場一帶建造空中步行綠廊，以構建氹仔市區舒適的慢行交通環境。
2013年4月下旬，離島區社區服務諮詢委員會交通城規範疇小組與交通事務局代表舉行座談會，了解有關空中綠廊之初步設計概念。據交通局代表當時介紹，規劃沿基馬拉斯大馬路中央綠化帶設置架空步行系統，同時有遮光避雨的功能，跨越布拉干薩街、成都街、哥英布拉街、南京街等四個路口，長度約六百米，配合自動步行運輸帶的設置，預計行人可於10分鐘內穿越氹仔市中心區到逹周邊地點，連接中央公園、區內學校、氹仔北住宅群及建設中的輕軌站等設施，並改善基馬拉斯大馬路的行人過路情況。當時指於2014年開始興建，配合輕軌落成。
2013年11月下旬，政府對基馬拉斯大馬路空中綠廊和另外三組步行系統於氹仔三個不同地點包括運動場圓形地、中央公園靠基馬拉斯大馬路的出入口旁以及湖畔大廈行人天橋出入口放置展板，介紹相關項目的構思及工程特點，讓居民瀏覽和反映意見。展示期後來由原來同年12月延至2014年1月20日，湖畔大廈和運動場圓形地的展板將移至花城公園和消防局前地放置。
2014年7月30日，政府就2013年提出基馬拉斯大馬路空中綠廊計劃，就有關建設進行圖則編制工作，爭取同年年底前提出細化方案向公眾進行下一階段的介紹及收集意見，並將針對鄰近走線範圍的住戶及商戶開展問卷調查，瞭解居民對氹仔興建步行系統的認知、支持程度及關注點等，以助進一步完善方案內容。
2014年11月12日，政府委託獨立第三方研究公司「易研方案（澳門）有限公司」就氹仔步行設施開展隨機電話調查，調查成功訪問了1,007名氹仔居民，當中逾七成受訪者支持於基馬拉斯大馬路興建空中步行綠廊，有六成八受訪者認為空中步行綠廊對改善區內步行環境有幫助，反映居民對建設空中步行綠廊認同度較高，且認同該系統有助改善氹仔居民出行。對於興建空中步行綠廊的意向方面，超過七成(71.4%)受訪者非常支持或比較支持興建空中廊，當中支持的原因主要認為方便出行(44.2%)、安全(18.3%)和環保綠化(6.9%)等，而不太支持的有12%，非常不支持的有4.3%。受訪者大多認為有助乘搭輕軌及前往其他社區設施 關於空中步行走廊的作用方面，受訪者中有68.1%認為空中步行綠廊有助改善區內的步行環境，有19.4%則認為沒有作用。有67.1%的受訪者表示一定會或可能會因為空中步行綠廊而增加乘搭輕軌，有75.7%的受訪者則認為一定會或可能會更方便前往其他社區設施。
2014年12月3日，政府分別在氹仔中央公園旁及運動場圓形地設置展板，介紹包括基馬拉斯大馬路空中綠廊以及氹仔其餘三組步行系統的項目資料。 

### 優化方案公佈
2018年1月1日，政府正進行氹仔基馬拉斯大馬路空中走廊工程設計優化，土地工務運輸局表示，優化設計基於簡約及實用為主，更合理配置及簡化部分設施，將周邊住宅群、社會設施、公園、學校、體育場館、舊城區及休閒娛樂設施連繫起來，並計劃連接運動場圓形地及輕軌車站，工程爭取同年開展建設。
2018年1月2日，離島社諮委邀請到工務局基礎建設廳工程師到會上介紹空中走廊工程。社諮委副召集人何凱玲會後引述工務局指，工程圖未經審批，用料亦未落實，目前未有參考造價。當局爭取在同年第二季開標，並於第四季動工。工程將一次過判給建設，運動場圓形地輕軌站至濠景花園及中央公園段料可於2019年底完成，整個工程爭取兩年半內完成，空中走廊將交由民政總署管理及維護。而走廊建成後現有橫跨基馬拉斯大馬路的斑馬線將全數取消。

### 公開招標
2018年5月18日，土地工務運輸局就空中走廊工程公開招標，預計同年第四季動工，施工期最長900個工作天。
2018年6月12日，土地工務運輸局就“氹仔基馬拉斯大馬路空中走廊建造工程”進行公開開標。

### 動工興建
2018年12月，工程正式動工，政府《公報》刊登行政長官批示，由於需盡快完成空中走廊的建設，以配合輕軌通車時能投入使用，以及為減少對區內交通的影響，有需要保證工程能按期完成。氹仔基馬拉斯大馬路空中走廊建造工程，獲准延長施工時間至晚上10時，不包括公眾假期。有關措施即日起生效，至明年 (2019年) 12月 2日。
2019年12月10日，空中走廊開放第一部分，由氹仔運動場道輕軌車站至運動場圓形地，長約190米，2條闊度2.5米的行人天橋所組成。
2020年3月起，為配合包括空中走廊等建造工程，氹仔運動場圓形地多次因工程進行交通改道，期間車輛包括巴士需要改道行駛。其中在2020年9月中旬起，分段收窄至一線行車，每段只涉及該圓形地的一個路口，另外運動場道更實施有限度通車。
2021年4月20日，空中走廊工程已接近尾聲，整體工程將於同年第二季完結。同時為配合整項工程的最後施工階段，土地工務運輸局展開基馬拉斯大馬路對出運動場圓形地的路面重鋪工程，屆時圓形地及周邊道路將同時實施臨時交通措施。

### 竣工及啟用
2021年6月10日，特區政府宣佈“氹仔基馬拉斯大馬路空中走廊建造工程”於同月月初竣工，並於日前進行臨時驗收。在完成行政手續後，將開放予公眾使用。
2021年6月26日10時，空中走廊正式開放使用，基馬拉斯大馬路沿路斑馬線將同步取消，並適當加裝行人道護欄及花圃作分隔。此外，部份交界路口會簡化行車轉向，保障人車安全和改善行車秩序。由構思、研究、修訂、建造到完工歷近十年，工程判給價3億3,900多萬元。為簡化車輛轉向並減少行車衝突點，交通事務局將維持現有布拉干薩街與基馬拉斯大馬路交界的行車安排，亦會簡化南京街與基馬拉斯大馬路交界的行車轉向。

## 系統組成
據早期（2014年）提出的規劃介紹，氹仔基馬拉斯大馬路空中綠廊首階段由南京街至輕軌運動場站，跨越布拉干薩街、成都街、哥英布拉街、南京街等四個路口，各落腳點均設有樓梯和升降機或扶手梯，為居民提供人車分隔的過馬路環境，橋面計劃設置電動行人輸送帶。居民可透過有關空中綠色步道前往運動場輕軌站，以至東亞運大馬路氹仔海濱單車徑及路氹城區，並預留延伸至湖畔大廈的氹仔北新規劃區。
而在2018年1月公佈的最新設計即最終方案上提到，將優化基馬拉斯大馬路和運動場圓形地天橋落腳點及其位置、天橋橋面淨寬改為四米及調整天橋體形和整體高度、重整運動場圓形地並優化圓形地的各出入口。經綜合考慮，將簡化部分設施，包括取消基馬拉斯大馬路單車徑、取消天橋橋面的電動行人輸送帶及綠化帶，而改為簡約的綠化裝飾等。空中走廊沿基馬拉斯大馬路設置，跨越南京街、哥英布拉街、成都街、布拉干薩街及運動場圓形地，經運動場道連接正在興建中的輕軌車站，以及延伸至氹仔中央公園一帶，全長約700米。各上落點將設有樓梯和升降機或扶手梯，為居民提供無障礙及安全的過路環境。
在最終建設規劃上，工務局指空中走廊是繼氹仔湖畔花園至龍環葡韻步行系統、小潭山觀景台後，離島另一組重要的步行系統，沿基馬拉斯大馬路設置，天橋主體高度10.6米、闊度4.5米，全長700米，跨越南京街、哥英布拉街、成都街、布拉干薩街及運動場圓形地，經運動場道連接至輕軌運動場站，沿線四個上落點均設有樓梯和升降機／扶手梯等無障礙設施。市民可利用“空中走廊”前往周邊的住宅群、社會設施、公園、學校、體育場館、輕軌站等，並更便捷及安全地前往氹仔舊城區及路氹城一帶。

## 出口分佈及工程安排
| 出口編號                                                | 指示                                                    | 圖片                                                    | 備註                                                                                   |
| ↑ 第三期工程：延伸至氹仔北部發展區及湖畔大廈（已擱置）↑ | ↑ 第三期工程：延伸至氹仔北部發展區及湖畔大廈（已擱置）↑ | ↑ 第三期工程：延伸至氹仔北部發展區及湖畔大廈（已擱置）↑ | ↑ 第三期工程：延伸至氹仔北部發展區及湖畔大廈（已擱置）↑                                |
| 第二期工程（2021年6月28日啟用）                         | 第二期工程（2021年6月28日啟用）                         | 第二期工程（2021年6月28日啟用）                         | 第二期工程（2021年6月28日啟用）                                                        |
| ------------------------------------------------------- | ------------------------------------------------------- | ------------------------------------------------------- | -------------------------------------------------------------------------------------- |
| P8                                                      | 南京街                                                  |                                                         | 孫逸仙博士圓形地                                                                       |
| P7                                                      | 哥英布拉街                                              |                                                         | 北側：氹仔中央公園 濠庭都會 南側：澳門大學附屬應用學校 離島政府綜合服務中心 氹仔警司處 |
| P6                                                      | 氹仔中央公園                                            |                                                         | 僅設升降機可直通至氹仔中央公園地下停車場 （地庫一層及地庫二層）L2升降機                |
| P5                                                      | 成都街                                                  |                                                         | 近濠珀一側設有升降機 其餘兩側入口為上行扶手電梯及樓梯                                  |
| P4                                                      | 布拉干薩街                                              |                                                         | L3、L4升降機，E3、E4扶手電梯                                                           |
| 第一期工程（2019年12月10日啟用）                        |                                                         |                                                         |                                                                                        |
| P3                                                      | 運動場圓形地                                            |                                                         | L1、L2升降機，E1、E2扶手電梯                                                           |
| P1、P2                                                  | 輕軌運動場站                                            |                                                         | 車站大堂，可通往A和B出入口                                                             |

## 交通

### 公共巴士
T369 基馬拉斯／氹仔中央公園（Guimaraes／Parque Central da Taipa）
路線：15S、37、H3、MT4、MT5、N5、N6
T370 基馬拉斯／濠珀（Guimaraes／Nova Park）
路線：H3、MT4、MT5、N2、N5、N6

### 輕軌
█  氹仔線運動場站

## 爭議及各方反應

### 工程建設期間
自空中走廊工程動工後，氹仔同時有多個道路工程包括行車天橋和管道工程開展，引發不少駕駛者和居民埋怨。
2019年9月16日，有聽眾致電澳門電台中文頻道時事節目反映，工程施工進度慢，影響居民生活；有住於空中走廊選址旁邊大廈的梁女士受訪時稱，擔心空中走廊阻擋低層單位的光線和影響通風；亦有受訪居民表示，施工的揚塵和噪音擾民，希望加快完工；亦有家長稱，因周邊有學校、托兒所、公園，空中走廊將有助行人過路更安全。工聯離島辦事處主任梁銘恩表示，空中走廊工期太長的確已影響居民生活，同時留意到部分道路受工程影響，下雨時退水能力變差；她又稱空中走廊與住宅距離較近，建議政府做好屏障保護居民私隱，以及周邊配套設施等，相信市民會樂意使用。
2020年6月9日中午，空中走廊建造工程地盤，有鑽探機懷疑漏油傳出異味。消防稱，現場沒有危險，沒人不適或送院，事件已通知土地工務運輸局。消防峴當天中午12時許接報，有銀行職員聲稱聞到石油氣味，消防到場後在有關銀行對開地盤發現有鑽探機懷疑漏油，消防使用氣體探測器檢測，未有檢測到氣體讀數。
2020年9月17日，澳門婦女聯合總會婦聯政策研究室主任黃梁君認為，工程等相關措施將加劇氹仔市中心區域的「塞車困局」，認為所有交通工程和規劃都應該以便民為前提，更早向居民通報，加強溝通以最大程度減低工程對居民影響。黃梁君稱，近年氹仔為配合包括空中走廊等建造工程，路面交通亦「五時花六時變」，不但加劇塞車問題，居民亦難以適應。是次氹仔交通新措施僅提前兩天對外公布太遲，預料居民會選用孫逸仙博士大馬路圓形地，以避開運動場圓形地的工程路段，變相讓整個氹仔市中心都會出現塞車問題，不少居民表示無奈。黃梁君認為，城市發展過程中的確需要進行不同工程，工程的「陣痛期」會對居民造成不便，但當局在期望居民體諒和理解的同時，更應提前做好溝通工作，互相包容理解。她建議做好工程監督工作，協調承建商加快工期，甚至考慮延長每日施工時間以縮短工期，提前公布工程規劃，讓居民有足夠時間規劃出行準備，最大程度減低工程對居民的影響。
2020年10月6日下午，離島區社區服務諮詢委員會召開10月平常會議，有多名委員在議程前發言時就關注到「空中走廊」工程引發的問題，委員均盼政府能加快完工。委員黃梁君表示，自2012年輕軌工程動工，2018年空中走廊工程，因各項工程而實施的交通改道、臨時封路等措施不計其數，有人笑言氹仔是一個大地盤，多年來已經「無塊好地」，坑洞沙石處處，路面不平造成行車緩慢，塞車已與氹仔劃上等號，接踵而來的工程影響居民出行和生活素質，同時亦挑戰居民所能承受的忍耐力。她指出，建造空中走廊是「氹仔慢行交通計劃」之一，原意是期望通過人車分隔、增加居民出行方式的選擇，是離島區可持續發展的一個重要項目，可是空中走廊項目「未見其利而先見其害」，居民反映現時出行難以預算，但區內施工地段的密集程度，令駕駛者基本無路可選。委員徐承康亦關注空中走廊工程所產生的交通問題。他表示，建造基馬拉斯空中走廊及奧林匹克游泳館圓形地路網重整工程已進行一年多，造成該路段交通堵塞嚴重，早前工務部門聽取社團意見優化斑馬線交通指示燈獲得居民認同，並提出三點建議改善並緩解工程地盤周邊交通擠塞情況。
2021年2月2日，離島區社區服務諮詢委員會舉行會議，會上多名委員關注氹仔道路工程及交通情況，建議當局確保工程盡快完工，減少對市民的影響，以及加強交通標誌提醒居民和車輛，以免釀成事故。其中離島區社諮會副召集人劉鳳鳴關注基馬拉斯大馬路空中走廊於2018年開始動工，兩年多的施工給附近居民帶來諸多困擾。有市民反映馬路改道、道路變窄導致塞車；雖然圍欄已經改為透明遮擋板，但塵多問題仍影響過路行人及駕駛者的視線；工程噪音更是令附近居民忍無可忍。她建議當局盡快整理堆放建材的區域，降低近斑馬線的圍欄高度，讓駕駛者和行人可以看清路面情況。當局亦應加派人手，加快工程進度，確保盡快完工，減少對市民的影響。
2021年3月29日，澳門立法會舉行全體會議，有議員關注氹仔基馬拉斯大馬路空中走廊工程和附近的行車天橋工程進度問題，運輸工務司司長羅立文表示，有關工程的延期是因疫情關係，估計於今年年中可完工。期間有議員質疑為何兩個工程不分階段進行，羅司就直言「分開做又會有人話慢，一齊做又話亂，不如你哋話我知想點」。
2021年4月下旬，運動場圓形地展開路面重鋪工程，建設發展辦公室的「奧林匹克游泳館圓形地周邊路網重整」工程亦同時重開，屆時奧林匹克游泳館圓形地封閉範圍會由近東亞運大馬路一側改為近望德聖母灣大馬路一側，其他臨時交通安排則維持。有駕駛者對相關路段交通感到困擾，希望有關工程可以按時完工以及有效解決該區交通問題。有駕駛者表示由於工作關係經常要出入該區，基馬拉斯大馬路行人天橋工程對附近交通相當困擾，特別是返工放工時段相當擠塞，希望有關工程可以按時完工。另有駕駛者直言感到「很麻煩」，但同時表示理解，她希望日後行人天橋建成後能有效解決該區交通問題。離島區社區服務諮詢委員會委員李海霞表示，近期氹仔區內交通狀況確實出現在某時間段有較擁擠情況，例如在繁忙的放學時間，有家長為了等候子女放學，故將車輛停放在學校周邊，造成擠塞情況，以及節假日車輛會較平時增多，認為市民趁著放假都會去離島遊玩，增加了不少車輛在氹仔市區流動，變相反而假日比平日更加塞。她建議當局盡量按時完成工程、加強宣傳改道訊息和在尖峰時段加派警員指揮交通。
2021年5月中旬，離島社諮委兼氹仔社區發展促進會副理事長林家全表示，三年工期雖然為離島區居民一度帶來不便，空中走廊的建成，經了解附近居民對設施都是正面、良好，不單方便居民出行，附近學校學生更對設施表示百分百認同；走廊亦進一步完善殘疾人士無障礙出行環境。而工務局早前表示，待中走廊工程驗收後將交由管理部門安排開放使用。他亦希望空中走廊延伸至氹仔北部，配合氹北方向進行規劃。

### 啟用後社會反應不一
2021年6月26日，空中走廊正式啟用，有居民表示走廊對氹仔交通幫助不大，「不覺得好有必要起！」他又擔心若電梯故障，對行動不便的人士或老人家會構成不便。另有居民表示，年紀較細的小朋友行空中走廊會較安全，但真正作用不大，他又認為空中走廊設計沒有特色，同時缺乏綠化植物，和預想的有落差，同時指工程工期長造成擾民，直言「有得選擇其實寧願不建！」另有居民大讚空中走廊整體十分不錯，又稱相關路段太多斑馬線，行車時經常要停低，取消大部分斑馬線肯定能有助舒緩交通，他亦認為此工程工期較長，希望其他類型的工程可加快工期。亦有年長的市民認同步行空中走廊更加方便，加上行走廊空氣較佳也能多散步做運動，不擔心電梯等設施故障會造成不便。
2021年6月28日，空中走廊設計走樣，原規劃自動步行系統和綠廊設計不見踪影，淪為普通行人天橋，居民評價譭譽參半。傳新澳門協會理事長林宇滔認為，政府交通整治欠整體規劃，部分交通基建又不按計劃開展，當初政府計劃沿氹仔基馬拉斯大馬路、孫逸仙博士大馬路氹仔北(TN)地段及澳門運動場一帶建造空中步行綠廊，以構建氹仔市區舒適的慢行交通環境。但現在則為「慳錢」而「起啲唔起啲」，令區內空中走廊建造斷開「一節節」，事倍但功半之餘，效益下降。交通問題必須要有預先規劃、及時落實，他促請政府制訂詳細規劃時，應制訂完整交通規劃，並透明化讓社會監督當局有否按計劃落實執行交通規劃。
2021年7月5日，有市民反映空中走廊衛生情況一般，有時會見到狗隻的排泄物，希望可加強清潔；亦有區內街坊稱，空中走廊連接周邊住宅群和社會設施，方便學童上下課，認為利大於弊。離島社諮委委員張郁文表示，注意到空中走廊開通初期的衛生情況欠佳，地上有煙蒂和狗隻排泄物等，已向相關部門反映，當局增添垃圾桶後情況已有改善，但仍需加強監察力度。
2021年7月6日，離島社諮委舉行平常會議，多名委員在議程前發言關注氹仔基馬拉斯大馬路空中走廊的使用及工程質量。委員吳鴻祺表示，收到有市民反映空中走廊的護欄有鏽漬，主體的部分接駁位有疑似裂縫，質疑工程質量，促請當局督促承建商全面檢視，並向公眾說明情況。委員羅頌儀指有駕駛者反映，由南京街、成都街及布拉干薩街駛出基馬拉斯大馬路時，被空中走廊的電梯位置阻擋視線，形成盲點，建議政府增設交通鏡或其他交通輔助設施。委員林家全則建議加強空中走廊的清潔衛生。
2021年7月7日，交通諮詢委員會委員歐嘉輝表示，空中走廊啟用後第二星期，使用效率不錯，周邊8條斑馬線令人車分流，行車暢順度提升。他引述巴士行車數據顯示，空中走廊啓用首個星期，尖峰時段的行車時間縮短兩成多，減輕區內塞車情況。但他同時指出，有零星市民仍然橫過馬路，相信將來增建花圃或圍欄可改善情況。
2021年7月9日，有網民反映氹仔空中走廊部分電梯故障未能使用，質疑工程質量。土地工務運輸局澄清，有關電梯並非故障，而是承建商會在使用初期頻密檢查和調節，並因應實際使用情況即時跟進，因此出現短暫停用情況。當局亦已協調承建商改在非繁忙時段或夜間檢修。亦有意見質疑空中走廊部分駁位有裂痕和設施欄桿生鏽。工務局稱，經檢查沒發現裂痕，不存在結構安全問題，至於欄桿選材是不鏽鋼，所謂 “生鏽”其實是污跡，已要求承建商清理。早在同年6月29日，當時有網民反映空中走廊的部分電梯未能使用，又質疑工程質量。時任土地工務運輸局局長陳寶霞表示，空中走廊電梯並非故障，而是部分按鈕未啟動。局方人員及承建商已即時跟進，空中走廊工程亦未過保質期。至於當局會否按計劃延伸氹仔區步行系統，連接氹仔基馬拉斯大馬路、氹仔北(TN)地段及澳門運動場一帶需取決於都市發展。
2022年8月，傳新澳門協會理事長兼任立法會直選議員的林宇滔提出有關無障礙設施的書面質詢，對空中走廊雨篷未有與緊鄰大廈連接問題，公共建設局稱，設計及興建時考慮消防撲救面及減少佔用行人道等條件，日後建造的行人天橋會儘量無縫連接緊鄰大廈的柱廊。

## 未來發展
2021年8月27日，市政署舉行每月公開會議，有委員反映市民希望空中走廊延伸至湖畔大廈。管委會副主席羅志堅回應稱，原本已有完整規劃將空中走廊北延，但因卓家村土地規劃仍在發展中，部分地塊存有業權問題需要解決，因此未能打通，相信在釐清有關業權後，空中走廊有條件延伸至大潭山。
2022年11月30日，澳門立法會舉行2023年財政年度施政辯論中，有議員關注到卓家村古樹保留情況中，澳門特區第五屆政府運輸工務司司長羅立文表示，曾考慮將空中走廊延伸至湖畔大廈，但因這些古樹及土地問題，無法開展，有關項目已擱置。
2023年1月初，澳門立法會直選議員梁鴻細提出書面質詢，包括交代設置氹仔各區詳細規劃的時間表。他並希望當局就居民訴求承諾建設氹仔民生及休憩設施相關項目規劃。同時促請政府研判將基馬拉斯大馬路空中走廊步行系統延伸至氹北的可行性。土地工務局回覆指，仍需結合詳細規劃和相關部門意見，才能進一步研究其可行性。
2023年6月5日，澳門特區第五屆政府運輸工務司司長羅立文表示，曾考慮將空中走廊延串至湖畔大廈，但由於涉及卓家村內的10棵古樹，有關規劃已擱置。
2025年4月30日，澳門特別行政區第六屆政府運輸工務司司長譚偉文表示，空中走廊將來有計劃連接到湖畔大廈。